# Myripristis amaena
Myripristis amaena là một loài cá biển thuộc chi Myripristis trong họ Cá sơn đá. Loài này được mô tả lần đầu tiên vào năm 1873.

## Từ nguyên
Từ định danh amaena có nghĩa là "xinh đẹp", hàm ý có lẽ đề cập đến màu sắc mà Castelnau phỏng đoán là "sặc sỡ" của loài cá này (Castelnau chỉ mô tả loài này dựa trên các mẫu cá con).

## Phân bố và môi trường sống
Từ quần đảo Ryukyu và quần đảo Ogasawara (Nhật Bản), M. amaena được phân bố tập trung chủ yếu ở các đảo quốc trên châu Đại Dương, trải dài về phía đông đến quần đảo Hawaii và đảo Johnston, phía nam băng qua quần đảo Caroline, quần đảo Marshall và quần đảo Line xuống cụm quần đảo Société và Tuamotu (Polynésie thuộc Pháp), xa hơn đến đảo Ducie (quần đảo Pitcairn). M. amaena cũng đã được ghi nhận tại Nha Trang và Côn Đảo (Việt Nam).
M. amaena được tìm thấy ở vùng nước có độ sâu khoảng 25–190 m, thường hợp thành từng nhóm (có khi thành đàn lớn) trong các hốc và dưới các gờ đá.

## Mô tả
Chiều dài cơ thể lớn nhất được ghi nhận ở M. amaena là 26,5 cm. Loài này có màu đỏ, tâm vảy có màu trắng bạc ở hai bên thân và dưới bụng. Vệt đen trên nắp mang kéo dài xuống dưới ngạnh mang. Vây lưng, vây hậu môn và vây đuôi có màu đỏ tươi, không có dải trắng ở rìa.
Số gai ở vây lưng: 11; Số tia vây ở vây lưng: 13–15; Số gai ở vây hậu môn: 4; Số tia vây ở vây hậu môn: 12–13; Số vảy đường bên: 32–36.

## Sinh thái học
Thức ăn chủ yếu của M. amaena là giun nhiều tơ, cũng như ấu trùng các loài cua và ấu trùng tôm gõ mõ. Một nghiên cứu cho thấy, M. amaena là loài phát triển chậm, thuần thục sinh dục vào khoảng 6 năm tuổi và có thể sống ít nhất là đến 14 năm.

## Thương mại
M. amaena thường được khai thác trong ngành ngư nghiệp ở khu vực Nam Thái Bình Dương.